# ماريو دياز
ماريو دياز (بالإنجليزية: Mario Díaz)‏ هو لاعب كرة قاعدة أمريكي، ولد في 10 أغسطس 1962 في Humacao, Puerto Rico ‏ في بورتوريكو.

## وصلات خارجية
- ماريو دياز على موقعبيزبول رفرنس.كوم (الدوري الرئيسي) (الإنجليزية)
- ماريو دياز على موقعبيزبول رفرنس.كوم (الدوري الثانوي) (الإنجليزية)